# Chloe Coscarelli
Chloe Kay Coscarelli (née le 14 octobre 1987) est une chef végétalienne et auteure américaine.

## Biographie
Après avoir effectué un stage chez Millenniu, un restaurant végétalien situé à San Francisco, Chloe Coscarelli poursuit ses études au Natural Gourmet Institute de New York.  Elle participe à Cupcake Wars (un concours culinaire télévisé), où ses cupcakes végétaliens remportent le premier prix,,. Elle est la première végétalienne à remporter un concours culinaire télévisé et a été nommée dans la liste 2017 des 30 moins de 30 ans par Forbes,.
Depuis 2020, Whole Foods s'est associé à Coscarelli, qui crée des plats de vacances végétaliens préparés pour Thanksgiving. En 2022, le Club Med s'est également associé à Coscarelli pour ajouter des repas végétaliens dans huit villages de vacances au Mexique et dans les Caraïbes.

## Ouvrages
En 2012, elle a publié son premier livre de cuisine, Chloe's Kitchen, suivi de Chloe's Vegan Desserts en 2013, Chloe's Vegan Italian Kitchen en 2014 et Chloe Flavor en 2018.